# Georg Schwarz (Geistlicher)
Georg Schwarz SDB, auch George Schwarz, (* 31. Oktober 1914 in Landshut; † 10. August 2010 in Makati City, Metro Manila, Philippinen) war ein deutscher Ordensgeistlicher und Hochschullehrer.

## Leben
Georg Schwarz war ein Priester der Ordensgemeinschaft der Salesianer Don Boscos, der 19 Jahre seines Lebens in China und 56 Jahre auf den Philippinen wirkte. Er begann 1931 sein Noviziat bei den Salesianern in Ensdorf und legte 1932 dort auch sein erstes Ordensgelübde ab.
1934 wurde er im Alter von 20 Jahren auf eigenen Wunsch hin als Missionar nach China entsandt, wo er bis 1953 blieb. Neben Theologie studierte er in China auch Physik und Chemie, worin er auch seine Dissertationen verfasste. Am 29. September 1940 empfing er in Shanghai die Priesterweihe. Neben und nach seinem Studium arbeitete er in China in einem Waisenhaus und in einem Krankenhaus. Darüber hinaus unterrichtete er und betreute während der Kriegsjahre im Auftrag des Bischofs deutsche und österreichische Emigranten. Von 1948 bis 1953 war er Direktor einer Salesianischen Schule in Suchow. Nach der Gründungszeit der Volksrepublik China, die am 1. Oktober 1949 durch Mao Zedong proklamiert wurde, erfolgte 1953 die Ausweisung aller Ausländer aus China. Schwarz musste alles zurücklassen und verließ das Land in einer Nacht-und-Nebel-Aktion.
Er kehrte zunächst nach Landshut zurück, wo er 1953 seine Heimatprimiz feierte, ging dann jedoch 1954 wieder nach Asien. Diesmal auf die Philippinen, wo er bis zu seinem Tode im Jahre 2010 bleiben sollte. Von 1954 bis 1956 war er Studienleiter in einer Don Bosco Einrichtung auf der Insel Negros. 1956 bis 1964 verbrachte er in Tarlac auf der Insel Luzon, wo er ab 1961 auch Rektor war. Er war von 1964 bis 1967 Rektor des Don Bosco Technical College Mandaluyong (DBTC) sowie Professor für Mathematik und Physik an der technischen Hochschule der Salesianer Don Boscos (Don Bosco College, Canlubang) in Canlubang, Metro Manila. 1967–1973 ging er als Direktor zurück nach Tarlac, 1973–1976 dann nach Makati in Manila. Von 1976 bis 2008 war seine Heimat das Don Bosco Center in Canlubang. Er unterrichtete bis ins hohe Alter und wurde anschließend Spiritual des Don Bosco College Seminary in Calamba City, Laguna.
Er schaffte es zeit seines Lebens seine große Liebe zu den Kindern und Jugendlichen mit seiner großen Liebe zu den Naturwissenschaften zu verbinden. In Canlubang baute er ein bemerkenswertes Labor auf und neben seinen normalen lehrenden und seelsorgerischen Tätigkeiten bildete er philippinenweit über 40.000 Lehrer in naturwissenschaftlichen Kursen aus. Darüber hinaus veröffentlichte er naturwissenschaftliche Hefte mit dem Titel „Science for you“. Geprägt durch die Kriegsjahre in China, in denen er vor der Herausforderung stand, ohne adäquates Material naturwissenschaftlichen Unterricht zu machen, entwickelte er eine faszinierende Kreativität auf diesem Gebiet. Seine Besonderheit war dabei die Verwendung von einfachem, lokalen Material (diverse Abfallprodukte: Pappe, leere Zahnpastatuben, Kunststoffe etc.), um damit Experimente zu basteln und darüber Physik und Chemie zu vermitteln. Mit diesen Methoden zeigte er vielen philippinischen Lehrern in vor allem öffentlichen Schulen, dass auch mit limitiert vorhandenen Ressourcen ein exzellenter naturwissenschaftlicher Unterricht möglich ist. Für diese Verdienste erhielt er mehrere Auszeichnungen der philippinischen Regierung. Neben diesen Aufgaben sammelte Georg Schwarz all die Jahre hinweg Spendengelder für den Aufbau der Salesianischen Schulen auf den Philippinen und für seine naturwissenschaftlichen Projekte. Unterstützt von seiner Familie in Deutschland hielt er immer Kontakt zu den deutschen Spendern, die er bei seinen seltenen Deutschlandbesuchen gewinnen konnte.
Schwarz schrieb bis zu seinem Tode seine Briefe in die Heimat in Bairischem Dialekt. Er sprach acht Sprachen: Deutsch, Latein und Altgriechisch (Pflichtsprachen eines Priesters), Italienisch (Ordenssprache der Salesianer Don Bosco), Französisch (Studium an einer französischsprachigen Jesuiten Universität), Mandarin und Kantonisch (zwei chinesische Sprachen) und Englisch (Philippinen).
Georg Schwarz war Namensgeber des Schwarz Futbol Club. Darüber hinaus wurde das Father George Schwarz Innovation Center. des Don Bosco Technical College in Mandaluyong City nach ihm benannt. Er starb mit 95 Jahren als ältester aus Deutschland stammender Salesianer Don Boscos und ist in Canlubang auf den Philippinen beerdigt.